# رمو روسی (دوچرخه‌سوار)
رمو روسی (ایتالیایی: Remo Rossi؛ زادهٔ ۱۰ آوریل ۱۹۶۸) دوچرخه‌سوار اهل ایتالیا است.